# 欧州サッカー連盟
- ヨーロッパサッカー連盟

欧州サッカー連盟（おうしゅうサッカーれんめい、UEFA [juːˈeɪfə] yoo-AY-fə; 英: Union of European Football Associations; 仏: Union des associations européennes de football; 独: Union der europäischen Fußballverbände）は、ヨーロッパを中心にロシア、アジアの一部を含むサッカー協会を統括する、国際サッカー連盟（FIFA）傘下の競技団体である。
UEFAは、イタリア、フランス、ベルギー協会間での協議の後、1954年6月15日にスイスのバーゼルで設立された。当初は、25の協会からなっていたが、1990年代初めまでに加盟協会は倍に増加した。ヨーロッパの全ての主権国の協会がUEFAの会員となっているわけではないが、非会員の国家は全てミニ国家である。以前はアジアサッカー連盟（AFC）に加盟していたいくつかのアジア国も、政治的理由などによりUEFAへの加盟が認められている。
UEFA本部は1959年までは、フランスのパリに位置し、後にスイスのベルンに移転。1995年から、同じくスイスのニヨンへ移転した。

## 概要
スイス・ジュネーヴ郊外のニヨンに本部を置く。欧州各国及び地域のサッカー協会を統括し、欧州各国・地域をまたがったサッカーの問題に対処している。イスラエル、カザフスタンなどの西アジア、中央アジアといった、一般的なヨーロッパの範囲に含まれない国も加盟している。現在の加盟協会数は55。
近年、欧州連合（EU）に加盟する国・地域の国内リーグでは、EU、並びに一部は欧州自由貿易連合（EFTA）加盟国の出身選手は国内選手と同等扱いで、何人でも選手が出場登録できるようになっているケースが多くみられる。また、サッカーの母国という伝統的配慮から4つの地域がそれぞれ独自に加盟しているイギリスでは、それぞれのリーグ戦でイギリス国内出身者も同様の扱いを受けることが出来る。

## 歴代会長
1. エッベ・シュヴァルツ（1954-1962）
2. グスタフ・ヴィーダーケール（1962-1972）
3. アルテミオ・フランキ（1972-1983）
4. ジャック・ジョルジュ（1983-1990）
5. レナート・ヨハンソン（1990-2007）
6. ミシェル・プラティニ（2007-2016）
7. アレクサンデル・チェフェリン（2016-現在）

### 事務局長
1. アンリ・ドロネー（1954-1955）
2. ピエール・ドロネー（1955-1960）

## ナショナルチーム

### 男子
※五十音順
- アイスランド
- アイルランド
- アゼルバイジャン
- アルバニア
- アルメニア
- アンドラ
- イスラエル1
- イタリア
- イングランド
- ウェールズ
- ウクライナ
- エストニア
- オーストリア
- オランダ
- カザフスタン2
- 北アイルランド
- 北マケドニア3
- キプロス
- ギリシャ
- クロアチア
- コソボ
- サンマリノ
- ジブラルタル4
- ジョージア
- スイス
- スウェーデン
- スコットランド
- スペイン
- スロバキア
- スロベニア
- セルビア
- チェコ
- デンマーク
- ドイツ
- トルコ
- ノルウェー
- ハンガリー
- フィンランド
- フェロー諸島
- フランス
- ブルガリア
- ベラルーシ
- ベルギー
- ポーランド
- ボスニア・ヘルツェゴビナ
- ポルトガル
- マルタ
- モルドバ
- モンテネグロ
- ラトビア
- リトアニア
- リヒテンシュタイン
- ルーマニア
- ルクセンブルク
- ロシア

### 女子
※五十音順
- アイスランド
- アイルランド
- アゼルバイジャン
- アルバニア
- アルメニア
- アンドラ
- イスラエル1
- イタリア
- イングランド
- ウェールズ
- ウクライナ
- エストニア
- オーストリア
- オランダ
- カザフスタン2
- 北アイルランド
- 北マケドニア3
- キプロス
- ギリシャ
- ジョージア
- クロアチア
- サンマリノ
- ジブラルタル4
- スイス
- スウェーデン
- スコットランド
- スペイン
- スロバキア
- スロベニア
- セルビア
- チェコ
- デンマーク
- ドイツ
- トルコ
- ノルウェー
- ハンガリー
- フィンランド
- フェロー諸島
- フランス
- ブルガリア
- ベラルーシ
- ベルギー
- ポーランド
- ボスニア・ヘルツェゴビナ
- ポルトガル
- マルタ
- モルドバ
- モンテネグロ
- ラトビア
- リトアニア
- リヒテンシュタイン
- ルーマニア
- ルクセンブルク
- ロシア

1: 地勢的にはアジアのため、AFCに加盟してワールドカップ出場もしたが、いくつかのアジアの国が対戦を拒否したため、政治的判断により特例として1992年に飛び地加盟した。

2: かつてはAFCに加盟していたが、2001年にAFCを脱退し2002年に加盟。

3: 2019年の「北マケドニア」への国名改称前は「マケドニア旧ユーゴスラビア共和国」（FYR Macedonia, FYROM）の名称で加盟していた。

4: ジブラルタルは、2006年12月8日から正会員への申請が拒否される2007年1月26日までUEFAの暫定会員であった。2012年10月1日から再び暫定会員となり、2013年5月から正会員となった。

### 脱退した協会
- ザールラントサッカー連合 1954 - 1956
- ドイツサッカー協会（東ドイツ）1954 - 1990
- ソビエト連邦サッカー連盟（英語版） 1954 - 1991（1992年にロシアサッカー連合となった）

## 決議
| 表彰: - UEFA欧州最優秀選手賞 - UEFAチーム・オブ・ザ・イヤー - UEFA年間最優秀選手 (1997–2010) - UEFAクラブ・フットボール・アワード (1997–2010) - UEFAジュビリーアウォーズ (2003) - UEFAゴールデンジュビリーポール - UEFA欧州選手権ベストチーム | 資格: - UEFAランキング - UEFAリスペクト・フェアプレーランキング - UEFAスタジアムカテゴリー | 試合: - UEFA記念試合 |

## 大会

### ナショナルチーム

#### サッカー
男子ナショナルチームの主要大会はUEFA欧州選手権である。この大会は1958年に始まり、1960年に初の決勝が行われた。1964年までは欧州ネイションズカップとして知られていた。またUEFAあるいはEUROとも呼ばれる。UEFAは21歳以下、19歳以下、17歳以下の大会も開催している。女子代表では、UEFAはUEFA欧州女子選手権、UEFA U-19女子選手権、UEFA U-17女子選手権を運営している。
UEFAはアフリカサッカー連盟と共にユースサッカーのためのUEFA-CAFメリディアンカップを組織している。1999年には、地域を代表するセミプロフェッショナルチームのためのUEFAリージョンズカップを開始した。

#### フットサル
フットサルについては、UEFAフットサル選手権およびUEFA U-21フットサル選手権がある。

### クラブチーム

#### サッカー

2007/08のUEFA加盟メンバーとUEFAランキング

UEFAはまたクラブのための大会を3つ開催している。頂点に位置するUEFA主催の大会はUEFAチャンピオンズリーグである。チャンピオンズリーグは1992-93シーズンに始まり、それぞれの国のリーグの上位1〜4チームが参加する（チーム数はリーグのランキングに依存し、変動する）。この大会は、1955年から1992年まで開催され各国リーグの優勝クラブによるヨーロピアン・チャンピオン・クラブズ・カップあるいはヨーロピアンカップとして知られていた大会を再構築したものである。
2番目に位置するのはUEFAヨーロッパリーグである。この大会は、国内のカップ戦優勝クラブとリーグ上位チームによる大会として1971年にUEFAによって開始され、1955年に開始されたインターシティーズ・フェアーズカップさらにUEFAカップを引き継いだものである。1960年に開始されたカップウィナーズカップは1999年にUEFAカップに吸収された。
3番目に位置するUEFAカンファレンスリーグは、後のステージに進むチャンスを与える手段として従来のUELを分割する形で設立された。
女子サッカーでも、UEFAはクラブチームのためのUEFA女子チャンピオンズリーグを開催している。この大会は2001年に初開催され、2009年まではUEFA女子カップとして知られていた。
チャンピオンズリーグの勝者とUEFAヨーロッパリーグの勝者（以前はカップウィナーズカップの勝者）が対戦するUEFAスーパーカップは、1973年から行われている。
UEFAインタートトカップは夏の大会であり、以前はいくつかの中央ヨーロッパのサッカー協会によって運営されていたが、1995年にUEFAによって公式UEFAクラブ大会として認定された。インタートトカップは2008年が最後の大会となった。
インターコンチネンタルカップは、チャンピオンズリーグの勝者とコパ・リベルタドーレスの勝者が対戦する大会であり、南米サッカー連盟（CONMEBOL）と共に組織していた。
ヨーロピアン・カップ/UEFAチャンピオンズリーグ、UEFAカップウィナーズカップ、UEFAカップ/ヨーロッパリーグの全てで優勝したことがあるクラブは5クラブのみである。カップウィナーズカップが終了したため、今後この偉業を達成できる可能性のあるのも5クラブである。ユヴェントスは、全てのUEFAの公式チャンピオンシップおよびカップで優勝した初めてのチームであり、これを記念して1988年7月12日にUEFAによって「UEFAプラーク」が贈られた。

#### フットサル
フットサルについてはUEFAフットサルカップがある。この大会は前身のフットサル・ヨーロピアン・クラブズ・チャンピオンシップに代わり、2001年にUEFAの公式大会として開始された。

## 大会一覧

### ナショナルチーム
| 男子: - UEFA欧州選手権 - UEFAネーションズリーグ - フィナリッシマ（CONMEBOLとの共催大会） - UEFA U-21欧州選手権 - UEFA U-19欧州選手権 - UEFA U-17欧州選手権 - UEFA-CAFメリディアンカップ | 女子: - UEFA欧州女子選手権 - UEFA女子ネーションズリーグ - 女子フィナリッシマ（CONMEBOLとの共催大会） - UEFA U-19女子選手権 - UEFA U-17女子選手権 |

### クラブチーム
| 男子: - UEFAチャンピオンズリーグ - UEFAヨーロッパリーグ - UEFAヨーロッパカンファレンスリーグ - UEFAスーパーカップ - UEFA-CONMEBOLクラブチャレンジ（CONMEBOLとの共催大会、2023年より開始） - UEFAユースリーグ - U-20インターコンチネンタルカップ（CONMEBOLとの共催大会、2022年より開始） - UEFAカップウィナーズカップ（1960–1999） - UEFAインタートトカップ（1995–2008） - インターコンチネンタルカップ（1960–2004） | 女子: - UEFA女子チャンピオンズリーグ |

### アマチュア
- UEFAリージョンズカップ
- UEFAアマチュアカップ（1967–1978）

### フットサル
- UEFAフットサル選手権
- フットサル・フィナリッシマ（CONMEBOLとの共催大会）
- UEFA女子フットサル選手権
- UEFAフットサルチャンピオンズリーグ

### UEFA非主催の大会
| ナショナルチーム: - バルトカップ - CISカップ - ネイションズ・カップ - アルガルヴェ・カップ - キプロス・カップ - 北欧サッカー選手権（1924–2001） - バルカン・カップ（1931–1980） - ブリティッシュ・ホーム・チャンピオンシップ（1884–1984） | クラブチーム: - バルト・チャンピオンズ・カップ - バルト・リーグ - セタンタカップ - バルカン・カップ（1961–1994） - インターシティーズ・フェアーズカップ（1955–1971） - ミトローパ・カップ（1927–1992） - ラテン・カップ（1949–1957） |

### 大会結果
| 大会                               | ウェブサイト |                        | 前回優勝           | 回数         |  | 最新シーズン |
| 大陸間（欧州 - 南米）              |              |                        |                    |              |  |              |
| フィナリッシマ                     | 公式         |                        | アルゼンチン       | 2            |  | 未定 詳細    |
| 女子フィナリッシマ                 | 公式         | イングランド           | 初                 | 2026 詳細    |  |              |
| フットサルフィナリッシマ           | 公式         | ポルトガル             | 初                 | 未定 詳細    |  |              |
| UEFA–CONMEBOL クラブチャレンジ     | 公式         | セビージャ             | 初                 | 未定 詳細    |  |              |
| U-20インターコンチネンタルカップ   | 公式         | フラメンゴ             | 初                 | 未定 詳細    |  |              |
| ナショナルチーム                   |              |                        |                    |              |  |              |
| UEFA欧州選手権                     | 公式         |                        | スペイン           | 4            |  | 2028 詳細    |
| UEFAネーションズリーグ             | 公式         | スペイン               | 初                 | 2024–25 詳細 |  |              |
| UEFA U-21欧州選手権                | 公式         | イングランド           | 3                  | 2025 詳細    |  |              |
| UEFA U-19欧州選手権                | 公式         | スペイン               | 12                 | 2025 詳細    |  |              |
| UEFA U-17欧州選手権                | 公式         | イタリア               | 2                  | 2025 詳細    |  |              |
| UEFAフットサル選手権               | 公式         | ポルトガル             | 2                  | 2026 詳細    |  |              |
| UEFA U-19フットサル選手権          | 公式         | ポルトガル             | 初                 | 2025 詳細    |  |              |
| 女子ナショナルチーム               |              |                        |                    |              |  |              |
| UEFA欧州女子選手権                 | 公式         |                        | イングランド       | 初           |  | 2025 詳細    |
| UEFA女子ネーションズリーグ         | 公式         | スペイン               | 初                 | 2024-25 詳細 |  |              |
| UEFA U-19女子選手権                | 公式         | スペイン               | 6                  | 2025 詳細    |  |              |
| UEFA U-17女子選手権                | 公式         | フランス               | 5                  | 2025 詳細    |  |              |
| UEFA女子フットサル選手権           | 公式         | スペイン               | 3                  | 2027 詳細    |  |              |
| クラブチーム                       |              |                        |                    |              |  |              |
| UEFAスーパーカップ                 | 公式         |                        | レアル・マドリード | 6            |  | 2025 詳細    |
| UEFAチャンピオンズリーグ           | 公式         | マンチェスター・シティ | 15                 | 2024–25 詳細 |  |              |
| UEFAヨーロッパリーグ               | 公式         | アタランタ             | 初                 | 2024–25 詳細 |  |              |
| UEFAカンファレンスリーグ           | 公式         | オリンピアコス         | 初                 | 2024-25 詳細 |  |              |
| UEFAユースリーグ                   | 公式         | オリンピアコス         | 初                 | 未定 詳細    |  |              |
| UEFAフットサルチャンピオンズリーグ | 公式         | パルマ・フットサル     | 2                  | 2024–25 詳細 |  |              |
| 女子クラブチーム                   |              |                        |                    |              |  |              |
| UEFA女子チャンピオンズリーグ       | 公式         |                        | バルセロナ         | 3            |  | 2024–25 詳細 |
| アマチュアチーム                   |              |                        |                    |              |  |              |
| UEFAリージョンズカップ             | 公式         |                        | ガリシア           | 初           |  | 2025 詳細    |

## ファイナンシャル・フェアプレー
ファイナンシャル・フェアプレー（FFP）はUEFAのミシェル・プラティニ会長が提唱。欧州各クラブの財政健全化を目指して2011年6月から（収支集計開始、2014年から制度実施）導入された制度。
具体的にはクラブが支出する移籍金、人件費などの経費（サッカークラブの本質である育成に関わる投資や、スタジアム、練習場など施設を整備するための支出は除く）は、クラブが純粋に得たサッカーによる営業利益（選手売却による移籍金、スタジアム入場料、テレビ放映権、各大会賞金、グッズ収入、スポンサー収入）を超えてはならない規則。しかし、単年度の審査でこの制度を適用した場合、抵触するクラブが続出する可能性が高いことから3シーズンの合計で審査される。また、猶予期間として2018年のシーズンまでは段階的に赤字許容額が設定され、2015年までは4,500万ユーロ、2018年までは3,000万ユーロまでの赤字は許容され、2019年からは赤字の無い状況にしなくてはならなくなる。
これら規則を守れないクラブが発生した場合、UEFAは対象クラブに対して警告や厳重注意､罰金、勝ち点剥奪、UEFAクラブライセンスを発行しないなどという制裁を執行し、チャンピオンズリーグやヨーロッパリーグへの出場権を獲得しても大会への参加資格を認めないなどの措置が執られる。
- FFPによる影響
  - インテル-1990年代後半から2000年代まで大型補強を実施、FFPによりチームの主力を放出しチームが弱体化、収入が赤字になる悪循環に陥り、クラブを売却。
  - ACミラン-ベルルスコーニ名誉会長のポケットマネーによって運営、FFPによりチームの主力を放出しチームが弱体化。
  - パリSG-カタール観光局との複数年の大型スポンサー契約を行いFFP対策の収入を確保（ただしクラブ運営がカタール王族系の投資グループでその関係が疑われている）。
  - チェルシー-ロシアのガスプロムとのスポンサー契約を行いFFP対策の収入を確保（ただしクラブオーナーとガスプロムとの関係が疑われている）。
  - マンチェスター・シティ-UAEアブダビのエティハド航空との10年間の大型スポンサー契約を行いFFP対策の収入を確保（但しクラブオーナーがアブダビ王族でその関係が疑われている）。
  - 2014年から制度実施されるがUEFAは5月16日に9クラブが抵触しているとしてマンチェスター・シティとパリSGは厳しい6,000万ユーロの罰金、来シーズンのCL選手登録枠を25名から4名削減、来シーズンの選手年俸総額の増額の未承認、来季以降2シーズンは移籍市場で費やす金額にも6,000万ユーロ上限設定の制裁が決定したと発表[18]。